# デーヴァ・ソベル
デーヴァ・ソベル（Dava Sobel、1947年6月15日 - ）は、アメリカ合衆国のサイエンスライターである。
イギリスの時計職人ジョン・ハリソンについて書かれた『経度への挑戦』、ガリレオ・ガリレイの娘マリア・セレステについて書かれた『ガリレオの娘』、ハーバード大学の計算手（コンピューター）をテーマにした『The Glass Universe: How the Ladies of the Harvard Observatory Took the Measure of the Stars』などの著者として知られる。

## 経歴
1947年、ニューヨーク市ブロンクス区に生まれた。父親は医者、母親は化学者である。母は天文学にも興味をもっており、自宅にはおもちゃのプラネタリウムがあった。デーヴァも学校の授業で惑星に興味をもつようになった。1964年、ブロンクス科学高等学校を卒業した。当時の同校は、男子と女子の割合が4対1となるよう、男子を優遇して入学させていたので、男子生徒に囲まれながらの高校生活を送った。ソベル自身は後に、あれは最高の学業経験だったと語っている。高校卒業後、ビンガムトン大学に入学して卒業した。大学では演劇史を専攻した。
大学卒業後、フリーの科学ジャーナリストとして活動し、2年間は科学記者としてニューヨーク・タイムズでも勤務した。ニューヨーク・タイムズ記者としては、1980年に時間生理学の研究として、モンテフィオーレ病院で25日間、外界と遮断された状態で過ごす経験をした。このことは最も忘れられない任務だと後に述べている。結婚・出産を機にニューヨーク・タイムズを離れ、フリーの科学ジャーナリストに戻った。その後は夫と共著で関節炎の本などを執筆した。
1993年、『ハーバード・マガジン』編集者からの誘いで経度シンポジウムに出席し、1994年にシンポジウムに関する記事を書いた。その記事を読んだウォーカー・アンド・カンパニー社からの依頼を受けて、1995年に『経度への挑戦』（原題『Longitude: The True Story of a Lone Genius Who Solved the Greatest Scientific Problem of His Time』）を執筆した。同書はヨーロッパでベストセラーとなり、中国、韓国、ブラジルなどの国でも翻訳された。2000年には、グラナダTV（ITVスタジオズ）でチャールズ・スターリッジにより映像化された。また、その後アメリカのA+Eネットワークスでも放映された。
2000年に出版された著書『ガリレオの娘』（原題『Galileo's Daughter: A Historical Memoir of Science, Faith, and Love』）は、ピューリッツァー賞 伝記部門の最終候補となった。

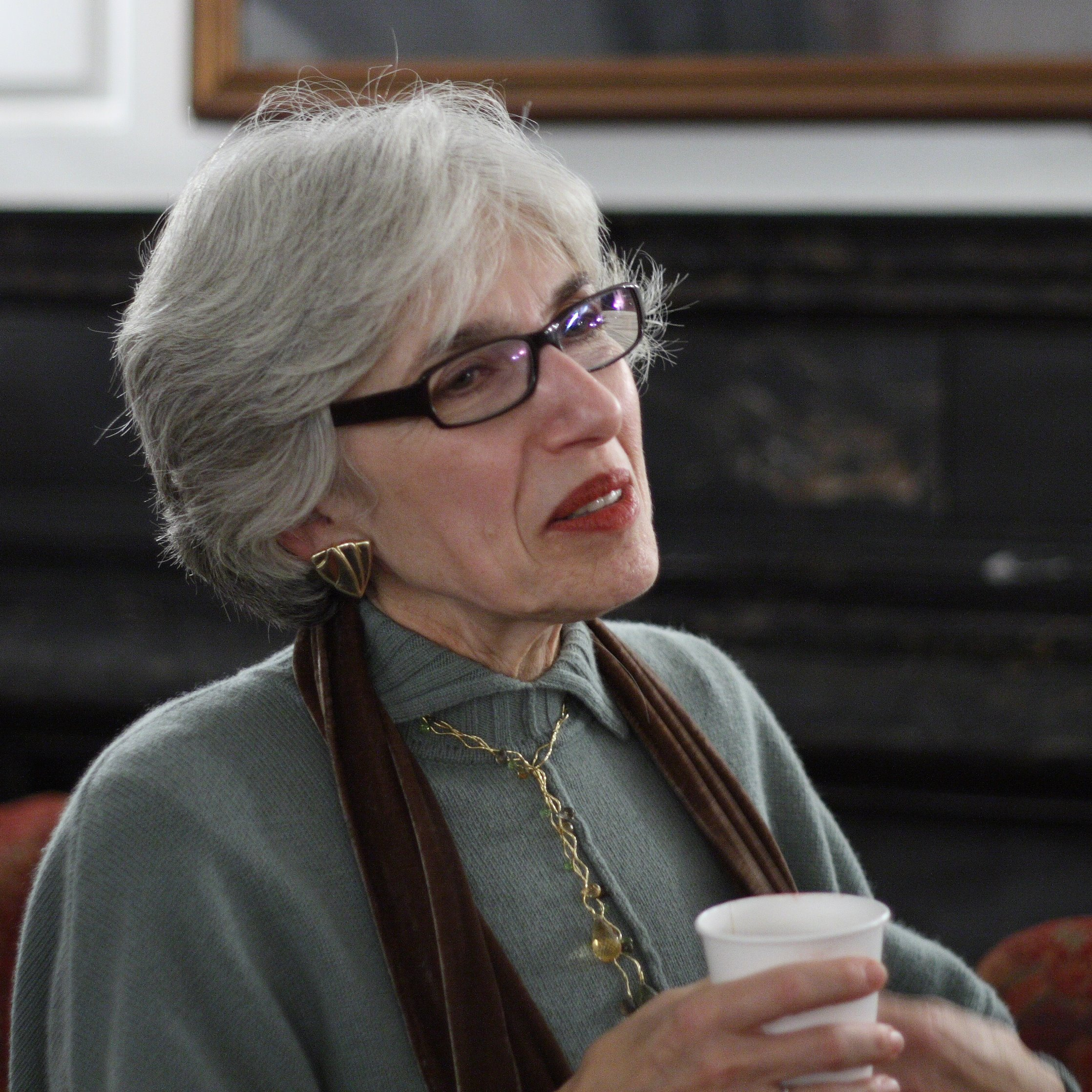
2007年11月

2002年、バース大学とミドルベリー大学から、人文学の名誉学位が与えられた。
2005年、国際天文学連合の惑星定義委員会に、唯一の非科学者として選ばれた。
2006年、シカゴ大学のライター・イン・レジデンス（アーティスト・イン・レジデンスの作家版）で初めて講師活動をした。ここでは冬期１学期のセミナーで科学本の執筆について教えた。
2012年、ペン・アメリカが主催するエドワード・オズボーン・ウィルソン文学科学執筆賞（en:PEN/E. O. Wilson Literary Science Writing Award ）選考委員となった。
2013年から2016年まで、スミス大学のライター・イン・レジデンスで講師を務めた。

## 評価
アメリカ国立科学委員会（National Science Board、NSB）によって2001年の個人公共サービス賞がソベルに与えられた際、会長のイーモン・ケリーは、「デーヴァ・ソベルの、科学的発見とその発見した人についての鮮やかで魅力的な筆致は、科学史上の大きな出来事を大勢の人に生き生きと伝えている」「彼女の著作によって、我々は、自分たちの生活が科学によって変わったということが深く理解できる」と評している。
『経度への挑戦』『ガリレオの娘』の2冊は。世界20か国以上で数十万部のベストセラーになった。専門家による科学史の書籍が一般にはほとんど読まれていないなかで、ソベルの本は専門家以外の読者を多く獲得し、科学史に興味をもたせることに成功した。ソベル以降、ビル・ブライソンの『人類が知っていることすべての短い歴史』といった、科学史の専門家以外の人が書いた科学史の本が多く出版され、話題になるようになった。また出版社は、科学史の専門家にも、同業者向けではなく一般の人に向けた本を書くことを求めるようになった。科学史家のデイビット・フィリップ・ミラーはこのことを「ソベル効果」と呼んでいる。ミラーは、幅広い読者に向けた本が増えること自体は歓迎している。一方で、これらの本によって「1人の天才によってなされた科学的発見により、技術が進歩し、世界が変わった」といった分かりやすく単純化されたメッセージが広がること、専門家にもそのような本を書かせる動きが広がってきていることを危惧している。
パオラ・ゴヴォニ（Paola Govoni）は、ソベルの本が優れているのは、科学史家の研究を最大限に活用したことにあるとして、さらに、ソベルの成功は、自身のプロ意識と、書評によって学術誌では得られなかった読者を獲得できたことにあると述べている。

## 人物
日食を追い続けており、皆既日食は、天がすべて一体となり壮麗な動きを見せてくれるように感じ、それはまるで奇跡のようだと述べている。2012年8月のインタビューでは、これまで8回の日食を見ており、2012年11月13日の日食を見るためにオーストラリアに行く予定だと話している。
ジャーナリストルース・グルーバーの姪にあたる。

## 受賞
- 2001年: 個人公共サービス賞（Individual Public Service Award）（アメリカ国立科学委員会（英語版））[2]
- 2001年：ブラッドフォード・ウォッシュバーン賞（Bradford Washburn Award）（ボストン科学博物館）[2]
- 2004年: ハリソン・メダル（ロンドン時計工名誉組合(The Worshipful Company of Clockmakers)）[2]
- 2008年: クルンプケ・ロバーツ賞（太平洋天文協会（英語版））[2]
- 2014年: 文化賞（エドゥアルト・ライン財団）[2]

## 栄誉
- 2022年、「物理学と天文学の数世紀にわたる主要な出来事とその中心人物を扱った卓越した著作」により、アメリカ物理学会のフェローに任命された[23]。
- キャロライン・シューメーカーとディヴィッド・レヴィ（英語版）によって1994年に発見された小惑星30935 Davasobelは、ソベルにちなんで名づけられた[24]。

## 著作
- Arthritis: What Works; Revolutionary Healing Approaches From An Unprecedented Nationwide Survey Of People With Arthritis. St. Martin's Press. (1992). ISBN 978-0-312-92719-6（共著）
- Is Anyone Out There?. Delacorte Press. (1992). ISBN 978-0385305327（共著）
- Arthritis: What Exercises Work: Breakthrough Relief for the Rest of Your Life, Even After Drugs and Surgery Have Failed. St. Martin's Press. (2015). ASIN 1250068681（共著）
- Backache: What Exercises Work. St. Martin's Press. (1996)（共著）
- Longitude: The True Story of a Lone Genius Who Solved the Greatest Scientific Problem of His Time (1995) ISBN 1-85702-571-7. OCLC 909490210 – ジョン・ハリソンの話。彼は、自身の正確な時計で海上での経度測定が可能なことを経度委員会に認めさせて経度賞を得るために数十年を費やした。本書は1997年のBritish Book Awardsを受賞した。
  - 『経度への挑戦: 一秒にかけた四百年』（藤井留美訳、翔泳社、1997年。ISBN 978-4881355053）
  - 『経度への挑戦』（藤井留美訳、角川文庫、2010年。ISBN 978-4042982081）
- Galileo's Daughter: A Historical Memoir of Science, Faith, and Love (2000) ISBN 0-14-028055-3
  - 『ガリレオの娘 ― 科学と信仰と愛についての父への手紙』（田中勝彦訳、田中一郎監修、DHC、2002年。ISBN 978-4887242647）
- The Best American Science Writing 2004 (編者) ISBN 9780060726409, OCLC 916515131
- The Planets: A discourse on the discovery, science, history and mythology, of the planets in our solar system, with one chapter devoted to each of the celestial spheres. (2005) ISBN 1-85702-850-3, OCLC 77646686[25]
- A More Perfect Heaven: How Copernicus Revolutionized the Cosmos. Bloomsbury Publishing. (4 October 2011). ISBN 978-0-8027-7893-2 OCLC 819387028[26]
- The Glass Universe: How the Ladies of the Harvard Observatory Took the Measure of the Stars (2016) ISBN 9780143111344, OCLC 972263666[27]
- The Elements of Marie Curie: How the Glow of Radium Lit a Path for Women in Science (2024) ISBN 978-0802163820, OCLC 1437997660[28][29][30]